# Le Mystère de Dante
Pour plus de détails, voir Fiche technique et Distribution.
Le Mystère de Dante (Il mistero di Dante) est un film britannico-américano-franco-italien écrit et réalisé par Louis Nero, sorti en 2014.

## Synopsis
Le Mystère de Dante part à la découverte de Dante Alighieri en étant conduit comme une enquête avec des interviews d'artistes et d'intellectuels. À l'aspect documentaire s'ajoutent des scènes qui montrent des passages de la Divine Comédie vécus par un alter ego de Dante.
Un voyage sur les traces  du plus fameux initié du XIIe siècle. Père de la langue italienne, il est l’auteur de la « Divine Comédie », la plus grande œuvre écrite dans cet idiome et l’un des chefs-d'œuvre de la littérature mondiale.
À partir du XVIIe siècle, des érudits ont essayé de déchiffrer les secrets cachés dans ces tercets enchainés. Avec ce voyage nous allons chercher de faire un nouveau pas vers leur compréhension.
Notre guide, notre étoile polaire, seront les empreintes laissées per les plus grands connaisseurs du contenu ésotérique de l’œuvre de Dante. Les voix des plus importants spécialistes contemporains de l’ésotérisme et de Dante guideront notre enquête. À travers la voix d’un mystérieux personnage qui interprète les vers dantesques, nous chercherons d’en approfondir le contenu.
Deux façons de considération, une exotérique, l’autre ésotérique : à chaque science profane peu se superposer une autre science se référant au même sujet mais le considérant d’un point de vue plus profond, qui est à la science profane comme les sens supérieurs de l’écriture sont à leur sens littéral.

Un voyage dans le monde de Saint Jean, considéré le représentant de l’Église intérieure, et dans celui de Saint Pierre, représentant de l’Église extérieure. Un poème qui trouve ses racines directement dans les textes sacrés musulmans de l’auteur Ibn Arabî ou dans le Livre du voyage nocturne de Mahomet. La distinction des trois mondes  constituant le plan général de la « Divine Comédie » est commune à toutes les doctrines traditionnelles. Nous chercherons à savoir pourquoi l’ascension au Paradis doit être nécessairement précédée de la descente aux Enfers. À travers l’examen des manifestations de la tradition initiatique occidentale, de l’Ordre des Chevaliers de Rose-Croix, on va chercher d’apporter une nouvelle vision sur une facette peu connue de Dante.

Un voyage de la circonférence vers le centre. De l’extérieur à l’intérieur.
Un mystérieux langage, vieux comme le monde. Voyageurs transformés en pionniers explorateurs de nouveaux mondes. Une réminiscence  du merveilleux monde de Dante : d’une analyse extérieure à la découverte de la vérité cachée « sotto il velame de li versi strani » . Une enquête policière dans les innombrables branches de l’interprétation de l’œuvre du plus grand génie italien du XIIe siècle : Dante Alighieri. À la fin de ce voyage, le spectateur aura, sûrement, à disposition les instruments pour faire sa propre idée su le côté caché de ce mystérieux poète. Les guides virgiliennes de ce pèlerinage seront d’éminents studieux qui essayeront d’allumer des lumières dans l’enchevêtrement des interprétations symboliques qui se sont succédé au cours des ans.
L’objectif de tous, même apparemment divergeant, sera celui de suggérer de nouveaux parcours qui peut être porterons à de nouveaux chemins plus illuminés.
Spontanément nait un doute : Existe-t-il encore, sous une autre appellation, ce groupe initiatique du XIIe siècle, dénommé « Les fidèles D’Amour » ?

Nous en avons rencontré quelques-uns. Voici le récit de cette recherche.

## Fiche technique
- Titre original : Il mistero di Dante
- Titre français : Le Mystère de Dante
- Réalisation : Louis Nero
- Scénario : Louis Nero, d'après la Divine Comédie de Dante Alighieri
- Direction artistique : Vincenzo Fiorito
- Photographie : Louis Nero
- Son : Marco Canavese, Edoardo Pezzuto
- Montage : Louis Nero
- Musique : Ryland Angel et Steven Mercurio
- Production : Louis Nero et Franco Nero
- Société de production : L'Altrofilm
- Pays d'origine :  Italie,  États-Unis,  France,  Royaume-Uni
- Langue originale : anglais, italien, français
- Format : couleur - sonore
- Genre : drame, documentaire
- Durée : 95 minutes
- Date de sortie :
  -  Italie : 14 février 2014

## Distribution
- F. Murray Abraham : alter ego de Dante
- Taylor Hackford : lui-même
- Franco Zeffirelli : lui-même
- Christopher Vogler : lui-même
- Silvano Agosti : lui-même
- Diana Dell'Erba : passion
- Valerio Massimo Manfredi : lui-même
- Mamadou Dioume : lui-même
- Gabriele La Porta : lui-même
- Roberto Giacobbo : lui-même
- Riccardo Di Segni : lui-même
- Agostino Marchetto : lui-même
- Abd al Wahid Pallavicini : lui-même
- Massimo Introvigne : lui-même
- Giancarlo Guerrieri : lui-même
- Marcello Vicchio : lui-même
- Aurora Distefano : lui-même
- Franco Beltrame : gardien
- Alice Lussiana Parente :
- Elena Presti : Beatrice
- Cesare Scova : Virgile
- Vittorio Boscolo : Charon
- Marco Sabatino : Stace
- Letizia Leardini : harpie
- Diego Casale : Lucifer